# Xã Ervin, Quận Howard, Indiana
Xã Ervin (tiếng Anh: Ervin Township) là một xã thuộc quận Howard, tiểu bang Indiana, Hoa Kỳ. Năm 2010, dân số của xã này là 2.227 người.